# Icastico
Icastico è un album del cantante siciliano Gianni Celeste, cantato in lingua napoletana, pubblicato nel 2018. In questo album duetta con
Francesco D'Aleo .

## Tracce
1. Tu sei unica
2. Si nun vene
3. Piovono parole
4. Piango per amore
5. E ce perdimme
6. Se vonno divertì
7. Non ha senso
8. N'ammore importante
9. Succere
10. Curre guagliò (feat. Francesco D'Aleo)
11. Sò stanco